# Castellnou de Olujas
Castellnou de Olujas (oficialmente Castellnou d'Oluges) es una entidad de población del municipio leridano de Cervera, en la comarca de la Segarra, España.
El pueblo se sitúa al margen izquierdo del río Sió, entre el municipio de Olujas y los pueblos de Preñanosa, del que fue agregado hasta 1972, y Malgrat.

## Morfología
La trama urbana de Castellnou de Olujas es la propia de los núcleos habitados en que se formaron a partir de los condicionantes geofísicos de carácter natural definidos por su orografía y también debido a las intenciones defensivas a partir de una forma originaría, el castillo, que corona y domina el tozal funcionando de atalaya sobre el valle. Estas dos características han dado lugar a un tipo de morfología consistente en un plan agrupado o nuclear sobre la vertiente de la costa (el tozal) de Castellnou de Olujas que se articula a partir de una calle central que une las dos partes de la villa, la superior y la inferior. 

## Medio físico
Estos cerros o tozales que rodean el valle son típicos de la meseta central, el sistema orográfico al cual pertenece Castellnou de Olujas, caracterizado por pequeñas elevaciones erosionadas formadas por terrenos calcáreos que recorren paralelamente el valle y que en su gran mayoría están aprovechadas por el trabajo agrícola basado en los cereales, provocando que la vegetación típica de la zona, las encinas, hayan quedado reducidas a pequeños bosques testimoniales. 
La meseta central constituye una gran plataforma levantada y orientada de norte a sur, atravesando transversalmente la depresión central catalana separando las cuencas del río Llobregat y del río Segre, formando parte de las comarcas de la Segarra, el Solsonés, el Bages y Noya  constituyendo la vanguardia de las tierras del prepirineo, que desde los puntos más elevados del pueblo se puede divisar sin ningún problema. Geológicamente hablando, Castellnou de Olujas está formada sobre la formación de Tárrega en el que predominan las calizas y los márgenes. 
El clima es seco y se caracteriza por la poca precipitación y unos inviernos que suelen ser fríos donde las temperaturas mínimas pueden llegar a valores negativos con alguna nevada esporádica, heladas nocturnas y niebla persistente a lo largo del invierno. Los veranos son cortos y calurosos, con temperaturas máximas entre 32 °C y 36 °C, pero benignas, gracias al efecto atemperador de la marinada, húmedo, y el viento sereno, que es más fuerte y seco.

## Patrimonio y monumentos

### Monumentos
- San Pedro de Castellnou d'Oluges

### Fiestas
- Fiesta de San Roque: medianos de mayo
- Fiesta Mayor: Fin de semana posterior al día 15 de agosto
- Recibimiento de los Reyes Magos: 6 de enero